# Entrepierres
Entrepierres è un comune francese di 409 abitanti situato nel dipartimento delle Alpi dell'Alta Provenza della regione della Provenza-Alpi-Costa Azzurra. Il territorio comunale è attraversato dal fiume Vanson.

## Società

### Evoluzione demografica
Abitanti censiti